# Troitskaya (Prunus domestica)
Troitskaya (en ruso: Троицкая) es una variedad cultivar de ciruelo (Prunus domestica), de las denominadas ciruelas europeas,
una variedad de ciruela obtenida en el "Instituto Panruso de Investigación de Genética y Selección de Plantas Frutales, I.V. Michurin". Las frutas tienen un tamaño grande, son de forma redondeada, con una fuerte capa cerosa,  color de la piel rojo oscuro, y pulpa de color amarillo ámbar, bastante densa, de sabor agridulce.

## Sinonimia
- "Троицкая (Слива Домашняя)",
- "Troitskaya (P. domestica)",
- "Trinidad",
- "Троицкая",
- "Troitskaya (Sliva domashnyaya)".[4][5]

## Historia
'Troitskaya' es una variedad de ciruela creada por la obtentora G.A. Kursakov en el "Instituto Panruso de Investigación de Genética y Selección de Plantas Frutales, I.V. Michurin" mediante hibridación de 'Eurasia 21' como "Parental Madre" x el polen de la variedad 'Alvena' como "Parental Padre".
'Troitskaya' se encuentra en fase de evaluación estatal de variedades desde 1993.

## Características
'Troitskaya' es un árbol de tamaño mediano, con una copa ovalada. Los brotes son medianos y rectos. Las hojas son elípticas y verdes. El borde de la hoja es finamente aserrado. Presenta tres glándulas ovaladas y amarillas. El pecíolo es de longitud y grosor medianos y está pigmentado. Las flores son medianas y blancas. Es autofértil.
'Troitskaya' tiene frutos de tamaño grande con un peso promedio de 36,6 gr, de forma redondeada; piel de grosor medio, con un pelado medio, con color de la cubierta rojo oscuro, con una capa fuerte de pruina blanquecina; el pedúnculo es de longitud corto y delgado, siendo su separación de la pulpa seca; la pulpa es de color amarillo ámbar, bastante densa, de sabor agridulce (puntuación de cata: 4,3 a 4,5). Composición bioquímica, contienen materia seca: 16,09 %, azúcares: 14,14 %, ácidos: 1,8 %, ácido ascórbico: 2,64 mg/100 gr.
Hueso es semi adherente, de tamaño mediano y se separa fácilmente de la pulpa.
El fruto madura en la segund y tercera decena de agosto. Los frutos son transportables.

## Usos
Los frutos son adecuados tanto para el consumo en fresco como para diversos tipos de procesamiento, entre otros, mermelada, conservas.

## Cualidades
Ventajas de la variedad: alto rendimiento anual, alta resistencia al invierno, frutos de calidad de postre. 
Desventajas: No se identificaron desventajas significativas.